# Papillomurus parvus
Papillomurus parvus är en urinsektsart som först beskrevs av John Tenison Salmon 1937.  Papillomurus parvus ingår i släktet Papillomurus och familjen Isotomidae. Inga underarter finns listade i Catalogue of Life.